# Övergrepp i rättssak
Övergrepp i rättssak är i svensk rätt ett brott som innebär att någon utsätts för våld eller hot om våld på grund av en rättslig process..
Samma sak gäller om det istället för våld är någon annan illgärning. Övergrepp i rättssak kan även vara ett tryckfrihetsbrott.

## Straff
Påföljden är fängelse i högst åtta år. Vid ringa brott är påföljden böter eller fängelse i högst sex månader. Grovt brott kan ge mellan två och åtta års fängelse.
För straffbarhet fordras att övergreppet sker med direkt uppsåt att hindra från åtgärd eller, i andra fall, med direkt uppsåt att företa övergreppet och med motivet att hämnas. 
Om någon gör sig skyldig till övergrepp i rättssak genom misshandel eller olaga hot konsumeras misshandeln och/eller det olaga hotet av övergreppet i rättssak. Innefattar övergreppet grov misshandel kan gärningsmannen dömas för båda brotten. 

## Syfte
Lagens syfte är att förhindra otillbörlig påverkan av vittnen och andra personer engagerade i eller inför en rättegång. 

## Skydd
Brottet delas in i två olika kategorier där kretsen av skyddspersoner är något olika:
- Våld eller hot om våld mot den skyddade personen.
- Gärning, som medför lidande, skada eller annan olägenhet eller hot mot den skyddade personen.

Skydd mot våld eller hot om våld tillkommer förutom vittnen och andra förhörspersoner även sådana som gjort anmälan eller fört talan eller ämnar göra det. 
Skydd tillkommer den som avlagt eller ska avlägga vittnesmål eller eljest avgett eller skall avge utsaga vid förhör hos myndighet, det vill säga vittnen och andra förhörspersoner. Som utsaga vid förhör är även att räkna utsaga av part antingen den avges under sanningsförsäkran eller vid annat förhör. Part och blivande part åtnjuter inte skydd enligt andra punkten, såvida han inte är eller varit förhörsperson.